# Bechí
Bechí (en valenciano y oficialmente, Betxí) es un municipio de la provincia de Castellón en la Comunidad Valenciana, España. Pertenece a la comarca de la Plana Baja.

## Geografía
El municipio está situado al pie de la sierra de Espadán. El término municipal, con una superficie de 2131 hectáreas, se ubica en una zona llana que se extiende desde un poco más de la cota 100 m, donde se sitúa el casco urbano, hacia el este, con una suave pendiente descendente y una zona de montaña que, desde los 100 m va subiendo hasta los 200 m, finalmente remata con una línea de montañas que hacen de divisoria del término con las localidades limítrofes de Artana y Onda. La superficie del municipio está drenada, principalmente, por el río Anna o río Seco, que nace en Alcudia de Veo y desemboca en Burriana. Otros barrancos que discurren por el término y que nacen en las cumbres son el barranco de San Antonio y el barranco de Solaig que marca la división del término entre Bechí y Nules en un tramo de su recorrido.
El clima, con rasgos típicos mediterráneos, se caracteriza por temperaturas medianas entre los 18 y los 30 °C en verano y los 5 y los 20 °C en invierno, con precipitaciones medianas anuales de 400 mm, con unos meses sin llover y otros en los que caen 200 mm.
Se accede a esta villa desde Castellón de la Plana tomando la autovía CV-10.

### Localidades limítrofes
El término municipal de Bechí limita con las siguientes localidades:
Onda, Villarreal, Nules y Artana todas ellas de la provincia de Castellón.

## Historia
El poblamiento humano de algunas de las zonas del término de Bechí se remonta a la Edad del Bronce. Destacan los poblados de Conena y los Castellets que, posteriormente, se abandonaron y se trasladaron a otras ubicaciones a la cumbre del Solaig. Tanto este yacimiento como el de San Antonio pertenecen a la cultura ibérica desarrollada a partir del siglo IV a. C. Los materiales asociados a estos núcleos son, fundamentalmente, cerámicas; pero hay dos que destacan. Por un lado, el plomo escrito del Solaig, una lámina de 31 centímetros de longitud por 3,5 cm de anchura, escrito por ambas caras con caracteres iberos levantinos, datada aproximadamente en el siglo II a. C. Por otro lado, hay que citar el bronce de San Antonio, el único texto escrito sobre bronce que existe en la Comunidad Valenciana y que en la actualidad se encuentra al Museo de Prehistoria de Valencia. Con la romanización, la población abandonó los asentamientos elevados y se trasladó al llano, donde se ubican vestigios en el Torreón y la importante obra hidráulica de la Balsa Seca, de la cual únicamente se conservan algunos restos.
En la época musulmana se produjo la consolidación de la actual ubicación del núcleo habitado, formado por pequeñas alquerías alrededor de la primitiva fortaleza. El nombre árabe del lugar, Bayī, es el gentilicio «bejí», correspondiente a la ciudad de Beja, quizá porque un personaje relevante de la localidad procedía de allí.
Los datos históricos se refieren al año 1233, cuando, con la rendición de Burriana, se inició la conquista de los territorios de la Plana por el rey Jaime I. En este momento se debió de producir la capitulación de Bechí, junto con los castillos de Onda, Nules, Uxó, Castro y Almenara. La nueva dominación, con la llegada de poblamiento cristiano, no fue obstáculo, pero, para la pujanza de la economía de los pobladores musulmanes, que mantuvieron sus propiedades. En este periodo se inició la etapa del señorío que, tras pasar por varias familias, condujo a la constitución, en 1396, de la baronía de Bechí bajo el patrimonio de los Ruiz de Liori, hasta el año 1510. Sanc Rois de Liori fue el primer barón. En 1492 se casó Elisabet Rois de Liori con Alfons de Cardona, desde entonces la baronía de Bechí quedó unida a los señores de Guadalest. Durante el siglo XVI, el señorío de Bechí, representado por Sanç Cardona y Ruiz de Liori, se caracterizó por un gran desarrollo demográfico y un aumento de los cultivos agrícolas del algarrobo, la viña, el olivo, la morera, el cáñamo y los productos de huerta. Aun así, el periodo también vivió las convulsiones derivadas de las revueltas de los agermanados contra el poder de los nobles (1519-1521) y las insurrecciones moriscas de la sierra de Espadán (1525). La expulsión de los moriscos provocó efectos catastróficos causando un fuerte despoblamiento y una crisis agraria por el abandono del cultivo de las tierras. En este año la población era de 160 casas de moriscos y 37 de cristianos viejos. La expulsión tuvo como consecuencia la despoblación casi total del municipio. Esta situación se prolongaría al menos hasta el 1611, cuando el señor Antonio Cardona, en nombre de su hermano Felipe Cardona y Borja Ruiz de Liori y Jurel, firmó las capitulaciones de la Carta Puebla. A finales del siglo XVII los señores de Bechí pasaron a ser los marqueses de Ariza.
Durante el siglo XVIII, la villa experimentó una etapa de expansión demográfica que, en la vertiente económica, se tradujo en la introducción de la agricultura comercial basada en el aprovechamiento del cultivo del algarrobo y la viña. Tras la Guerra de Sucesión, Bechí vivió una nueva época de expansión demográfica y económica fruto de una relativa ampliación de las tierras de cultivo, principalmente de huerta, con el cáñamo, los cereales y las hortalizas, aun cuando, por muchos años continuaría el dominio de los cultivos de secano, fundamentalmente del algarrobo, con el aumento los cultivos de viña y olivo. En esta época se produce la introducción de la industria cerámica. Finalmente, también podemos mencionar las actividades de transformación minera llevadas a cabo en San Antonio con la extracción de mármol negro o las de cinabrio en el Solaig y Montserrat.
El XIX fue también el siglo del conflicto carlista y de la "Gloriosa" Revolución de 1868 que más tarde dio lugar a la I República (1873), acontecimientos a los cuales Bechí no fue ajeno. El final de siglo vio, como el resto de la Plana, la introducción del cultivo de la naranja y la sustitución progresiva de los cultivos de huerta. La explotación de las aguas subterráneas y el auge de las sociedades de riego favorecieron el proceso de ampliación de los cultivos de regadío orientados al comercio.
En el plano eclesiástico, desde el siglo XIX ha pertenecido a tres diócesis: la de Teruel, en 1957 a la de Tortosa y desde 1960 a la de Segorbe-Castellón.

## Demografía
Bechí cuenta con una población de 5592 habitantes (INE 2024).
| Gráfica de evolución demográfica de Bechí entre 1842 y 2021                                                         |
| |
| Población de derecho según los censos de población del INE Población de hecho según los censos de población del INE |

En los últimos años ha habido un incremento de la población gracias a la llegada de inmigrantes extranjeros. Mayoritariamente de nacionalidad rumana.
- Extranjeros:

| 1990 | 1992 | 1994 | 1996 | 1998 | 2000 | 2002 | 2004 | 2007 |
| ---- | ---- | ---- | ---- | ---- | ---- | ---- | ---- | ---- |
| 25   | 56   | 89   | 123  | 176  | 190  | 301  | 300  | 457  |

## Economía
El Bechí de los inicios del siglo XXI continúa teniendo su principal fuente de ingresos en la agricultura exportadora de los cítricos, con una fuerte dependencia de los mercados internacionales, y en la industria cerámica y de fabricación de cartón y envasados. Estas actividades económicas se complementan con la expansión de talleres auxiliares y servicios de las industrias agrícola y cerámica.

## Administración y política
Las siguientes personas, representando a los siguientes partidos políticos, han ostentado el honor de ser alcalde o alcaldesa de Bechí:
| Periodo   | Nombre                                                   | Partido     |
| --------- | -------------------------------------------------------- | ----------- |
| 1979-1983 | Manuel Peirats Blasco                                    | PSPV-PSOE   |
| 1983-1987 | Manuel Peirats Blasco                                    | PSPV-PSOE   |
| 1987-1991 | Manuel Peirats Blasco                                    | PSPV-PSOE   |
| 1991-1995 | Manuel Peirats Blasco                                    | PSPV-PSOE   |
| 1995-1999 | Josep Antoni Meneu Gaya (1995) Luciano G. Monzonís Rey   | UPV-Bloc PP |
| 1999-2003 | Manuel Peirats Blasco                                    | PSPV-PSOE   |
| 2003-2007 | Manuel Blasco Balaguer                                   | PP          |
| 2007-2011 | Manuel Blasco Balaguer (2007) María Pilar Martínez Vedrí | PP          |
| 2011-2015 | Alfred Remolar Franch                                    | Bloc        |
| 2015-2019 | Alfred Remolar Franch                                    | Compromís   |
| 2019-2023 | Alfred Remolar Franch                                    | Compromís   |
| 2023-act. | Carla Nebot Nebot                                        | Compromís   |

## Patrimonio

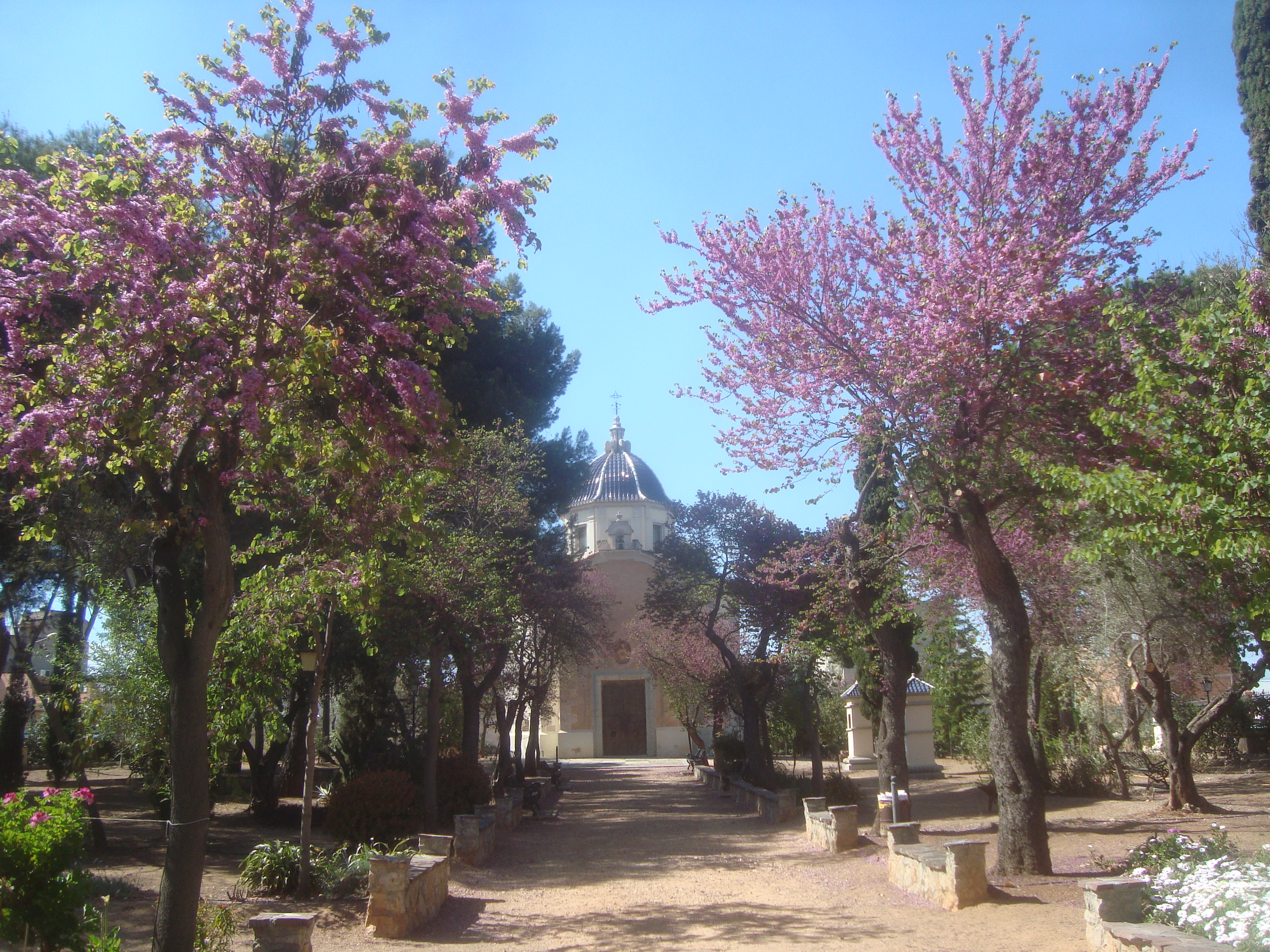
Ermita y Calvario

- Castillo-Palacio de Bechí. De orígenes romanos y de singular importancia dentro de los edificios del Renacimiento civil valenciano, se encuentra ubicado en el centro de la población. Pese a los años de abandono y las agresiones urbanísticas que ha sufrido, el conjunto todavía conserva una parte del patio y de la portada de estilo manierista y otra de estilo gótico ubicado en la entrada del recinto anteriormente descrito.
- Ermita de San Antonio. Ubicada en la colina del mismo nombre, conforma uno de los parajes más característicos de Bechí. Los orígenes del edificio se sitúan en el siglo XVI.
- Ermita del Calvario.
- Iglesia de Nuestra Señora de los Ángeles. Conjunto del barroco (siglo XVII, 1694-1704), construido por indicación de la diócesis de Teruel, tiene los antecedentes en una pequeña iglesia ubicada en la antigua mezquita y que ya estaba dedicada a la Virgen de los Ángeles.

## Fiestas patronales
Están dedicadas al Cristo de la Piedad y se celebran el tercer domingo de septiembre, entre el 16 y el 25 de septiembre.
Durante la semana del 15 de agosto, se celebran una semana de fiestas organizada por los quintos de la población.
Además de las fiestas patronales de verano, entre los días 13 y 22 de enero se celebran las fiestas en honor a San Antonio Abad donde podemos destacar el pasacalle de animales junto con la hoguera en honor al santo, la romería a la ermita de San Antonio Abad y el Sant Antoni Pop Festival (conocido cariñosamente como "el festival de pascual"), que se ha consolidado como uno de los eventos musicales más importantes del pop-rock de la comarca.
También hay que destacar un evento deportivo denominado Trans-Betxí el cual se viene celebrando desde 1988 y que consiste en una carrera de motocultores por tramos cronometrados por el término de Bechí y de poblaciones limítrofes como Artana y Onda. Actualmente este evento se considera fiesta de interés autonómico.